# Calabazas de Fuentidueña
Calabazas de Fuentidueña – gmina w Hiszpanii, w prowincji Segowia, w Kastylii i León, o powierzchni 14,9 km². W 2011 roku gmina liczyła 38 mieszkańców.